# 施萊滕巴赫河
50°39′08″N 13°12′14″E / 50.6521°N 13.2040°E
施萊滕巴赫河是德國的河流，位於該國東部，流經薩克森自由州，屬於紅波考河的支流，河道全長6.5公里，河口處在馬林貝格附近。